# جیش محمد

جیش محمد (به اختصار JeM) گروهی اسلام‌گرا و شبه‌نظامی است که به دنبال جدا کردن کشمیر از هند از راه مبارزه مسلحانه است. جایگاهِ این سازمان در کشمیر واقع شده‌است و تاکنون برای جداسازی کشمیر از هندوستان، چندین حمله به ویژه در استان جامو و کشمیر انجام داده‌است. این گروه در ۳۱ ژانویه ۲۰۰۰ توسط مسعود اظهر در کراچی به وجود آمد. مسعود اظهر از مبارزان کشمیری وابسته به حرکه المجاهدین بود. او رویکرد ضد هندی و ضد آمریکایی دارد و سال‌های زیادی در زندان‌های هند به سر برد، تا این که در ماجرای هواپیماربایی هم قطارانش در قندهار افغانستان، در تبادل با مسافران هندی آزاد شد.
جیش محمد جریانی با رویکرد برون مرزی است که در مقایسه با سایر گروه‌های هراس‌افگنی فعال در جامو و کشمیر یک گروه هراس‌افگنی نسبتاً نو است و ارتباط تنگاتنگی با لشکر طیبه دارد. این گروه باورمند به استقلال کشمیر و تضعیف قدرت هند است. مولانا مسعود اظهر در حضور طرفداران خود در پاکستان اعلام نمود: «من در راستای انجام وظیفه به اینجا آمده‌ام که بگویم تا زمانی که هند و آمریکا را نابود نکرده‌ایم مسلمانان نباید در وضعیت صلح و آرامش بمانند».
جایگاه اصلی جیش محمد در کشمیر واقع شده‌است. جیش محمد از سکوت و سازش ضمنی دولت پاکستان با هند بر سر کشمیر ناراضی است و به رویارویی نظامی دربرابر آن متمایل شده و بنابرآن روابطی نزدیک با گروه‌های افراط گرا مانند لشکر جهنگوی و سپاه صحابه برقرار کرده‌است. این گروه تا کنون برای جداسازی کشمیر از هندوستان، چندین حمله به ویژه در استان جامو و کشمیر انجام داده‌است. گفته می‌شود این گروه از طریق مدارس مذهبی کراچی به ویژه مدرسه بنیوری، ارتباطی نزدیک با القاعده برقرار کرده‌است.
فعالیت این سازمان از سال ۲۰۰۲ در پاکستان غیرقانونی و ممنوع اعلام شده‌است، با این همه، این سازمان هنوز هم تعدادی مرکز را در این کشور اداره می‌کند.